# Jonathan Hirschi
 (février 2013).
Si vous disposez d'ouvrages ou d'articles de référence ou si vous connaissez des sites web de qualité traitant du thème abordé ici, merci de compléter l'article en donnant les références utiles à sa vérifiabilité et en les liant à la section « Notes et références ».
Pour les articles homonymes, voir Hirschi.
Jonathan Hirschi est un pilote automobile suisse, né le 2 février 1986 à Saint-Imier (Canton de Berne).

## Biographie
Jonathan Hirschi a commencé le sport automobile à l’âge de 16 ans en Karting. Après deux années en championnat suisse ICA, il décide de se lancer en Formule Renault 2.0. En 2006, il devient Champion de Suisse de Formule Renault 2.0, ce qui le renforce dans l’idée d’aller au plus haut niveau en sport automobile. Après quelques courses en Formule 3, il se lance dans l’Eurocup Mégane Trophy où il devient vice champion d’Europe en 2009.
Avec la création du Championnat du monde FIA GT1 en 2010, Jonathan Hirschi participe à l’intégralité du championnat au sein de l'équipe Hexis Racing qui terminera vice-championne du monde. Cette arrivée sur le plan mondial lui permet également de participer à ses premières 24 Heures du Mans au sein du team Matech Competition en compagnie de Romain Grosjean et Thomas Mutsch (en). Après avoir mené la course en catégorie GT1 pendant six heures, une casse moteur le contraint à abandonner.
Depuis 2011 et en parallèle de sa carrière en circuit, Hirschi participe à quelques manches du Championnat de Suisse des rallyes. Il débute au Critérium Jurassien en signant un meilleur temps au classement général dès la troisième spéciale, mais il abandonne avant la fin du Rallye. Il participe également en 2011 à son premier Rallye International du Valais et termine huitième au classement général et deuxième des deux roues motrices.
Toujours en 2011, il rejoint l'équipe Jetalliance Racing (sur Lotus Evora 124) et obtient le statut de pilote semi-officiel au côté de James Rossiter et Johnny Mowlem. Il participe à ses secondes 24 Heures du Mans. Il participe également à deux manches du Trophée Andros et finit second au classement général à Isola 2000 juste devant Alain Prost. En 2012, Hirschi se lance en European Le Mans Series au volant d’un prototype LMP2. Il participe à ses troisièmes 24 Heures du Mans et termine huitième de sa catégorie.
En fin d'année il retourne en rallye pour participer au Rallye de France-Alsace, manche du Championnat du monde, sur une DS3 R3 mais il est contraint à l’abandon en raison d'une casse mécanique (problème de frein). Il participe également pour la seconde fois consécutive au Rallye international du Valais sur une Peugeot 207 S2000 du team Saintéloc Racing et se classe sixième au classement général et cinquième des pilotes suisses.
Après quelques rallyes en 2014, Jonathan Hirschi décide de créer sa propre structure (HRT Rally Team) aux côtés de Vincent Landais, son copilote, et engage la toute dernière née version des ateliers de Peugeot Sport, la 208 T16 R5.

## Carrière

### Résultats par saison
| Saison | Championnat                                       | Équipe                   | Courses | Victoires | Poles | M/Tours | Podiums | Points | Position |
| ------ | ------------------------------------------------- | ------------------------ | ------- | --------- | ----- | ------- | ------- | ------ | -------- |
| 2004   | Renault Speed Trophy                              | ?                        | ?       | ?         | ?     | ?       | ?       | 48     | 11e      |
| 2005   | Formule Renault 2.0 Suisse                        | Hirschi Racing Team      | 9       | 1         | 1     | 0       | 3       | 129    | 6e       |
| 2005   | Formula Renault 2.0 Italia                        | Hirschi Racing Team      | 3       | 0         | 0     | 0       | 0       | n.c    | n.c      |
| 2006   | Formule Renault 2.0 Suisse                        | Chevrons                 | 12      | 4         | 2     | 3       | 9       | 244    | 1er      |
| 2006   | Formule Renault 2.0 France                        | SG Formula               | 4       | 0         | 0     | 0       | 0       | 3      | 19e      |
| 2006   | Eurocup Mégane Trophy                             | Hirschi Racing Team      | 3       | 0         | 0     | 0       | 0       | 5      | 22e      |
| 2007   | ATS F3 Cup                                        | Bordoli Motorsport       | 12      | 4         | 2     | 3       | 9       | 3      | 14e      |
| 2007   | Eurocup Formula Renault 2.0                       | Boutsen Energy Racing    | 5       | 0         | 0     | 0       | 0       | 0      | n.c      |
| 2007   | Formule Renault 2.0 France                        | Hirschi Racing Team      | 2       | 0         | 0     | 0       | 0       | 2      | 18e      |
| 2008   | Eurocup Mégane Trophy                             | Tech 1 Racing            | 14      | 0         | 0     | 1       | 2       | 75     | 6e       |
| 2009   | Eurocup Mégane Trophy                             | TDS Racing               | 4       | 3         | 2     | 1       | 4       | 58     | 1er      |
| 2009   | Championnat FIA GT (cat. GT1)†                    | Matech GT Racing         | 1       | 0         | 0     | 0       | 0       | 0      | n.c      |
| 2009   | Championnat d'Europe FIA GT3                      | Matech GT Racing         | 1       | 0         | 0     | 0       | 0       | 0      | n.c      |
| 2010   | Championnat du monde FIA GT1                      | Hexis AMR                | 18      | 0         | 0     | 0       | 3       | 43     | 16e      |
| 2010   | Porsche Carrera Cup France                        | Pro GT by Alméras        | 6       | 0         | 0     | 0       | 2       | 54     | 7e       |
| 2010   | Championnat d'Europe FIA GT3                      | Saintéloc/Phoenix Racing | 2       | 0         | 0     | 0       | 0       | 0      | n.c      |
| 2010   | le Mans Series (cat. GT1)†                        | Matech Competition       | 1       | 0         | 0     | 0       | 1       | 15     | 6e       |
| 2011   | Championnat du monde FIA GT1                      | Belgian Racing           | 6       | 0         | 0     | 1       | 0       | 7      | 30e      |
| 2011   | Championnat de France FFSA GT                     | Saintéloc Racing         | 2       | 0         | 0     | 0       | 0       | 0      | n.c      |
| 2011   | Blancpain Endurance Series (cat. GT3 Pro Cup)†    | Marc VDS Racing Team     | 1       | 0         | 0     | 0       | 0       | 11     | 26e      |
| 2011   | Blancpain Endurance Series (cat. GT3 Pro-Am Cup)† | GPR AMR                  | 1       | 0         | 0     | 0       | 0       | 6      | 22e      |
| 2011   | Le Mans Series (cat. GTE Pro)†                    | Jetalliance Racing       | 1       | 0         | 0     | ?       | 0       | 0      | n.c      |
| 2011   | Le Mans Series (cat. LMP2)†                       | Race Performance         | 1       | 0         | 0     | 0       | 0       | 9      | 19e      |
| 2012   | Championnat d'Europe FIA GT3                      | Saintéloc Racing         | 2       | 0         | 0     | 0       | 0       | 5      | 18e      |
| 2012   | Championnat du monde d'endurance FIA (cat. LMP2)† | Race Performance         | 2       | 0         | 0     | 0       | 0       | 0      | n.c      |
| 2012   | Blancpain Endurance Series (cat. GT3 Pro Cup)†    | Saintéloc Racing         | 1       | 0         | 0     | 0       | 0       | 0      | n.c      |
| 2012   | Blancpain Endurance Series (cat. GT3 Pro-Am Cup)† | Vita4One Team Italy      | 1       | 0         | 0     | 0       | 0       | 4      | 34e      |
| 2012   | European Le Mans Series (cat. LMP2)†              | Race Performance         | 1       | 0         | 0     | 0       | 0       | 10     | 11e      |
| 2017   | European Le Mans Series (cat. LMP2)†              | Graff Racing             | 1       | 0         | 0     | 0       | 0       | 10     | 11e      |

† – Résultats dans sa catégorie

### Résultats aux24 Heures du Mans
| Année | Catégorie  | N° | Equipe                | Voiture            | Coéquipiers                           | Résultat Cat. | Résultat Gen. |
| ----- | ---------- | -- | --------------------- | ------------------ | ------------------------------------- | ------------- | ------------- |
| 2010  | GT1        | 60 | Matech Competition    | Ford GT1           | Romain Grosjean / Thomas Mutsch (en)  | ab.           | ab.           |
| 2011  | LM GTE Pro | 65 | Lotus Jetalliance     | Lotus Evora GTE    | James Rossiter / Johnny Mowlem        | 7e            | 22e           |
| 2012  | LMP2       | 40 | Race Performance      | Oreca 03 - Judd    | Ralph Meichtry / Michel Frey          | 11e           | 26e           |
| 2013  | LMP2       | 30 | HVM Status GP         | Lola B12/80 - Judd | Johnny Mowlem / Tony Burgess          | ab.           | ab.           |
| 2017  | LMP2       | 24 | CEFC Manor TRS Racing | Oreca 07           | Tor Graves / Jean-Éric Vergne         | 6e            | 7e            |
| 2018  | LMP2       | 39 | Graff-SO24            | Oreca 07           | Vincent Capillaire / Tristan Gommendy | 2d            | 6e            |
| 2019  | LMP2       | 39 | Graff-SO24            | Oreca 07           | Vincent Capillaire / Tristan Gommendy | 9e            | 14e           |

### Autres participations
- 2005 : FR2.0 Winter Cup Series Adria (résultat 16e et 22e) ; Course de côte La Roche La Berra (résultat 1er en FR 2.0 et 7e au général).

- 2006 : Course de côte La Roche la Berra (Slalom) (résultat 1er FR 2.0 et 1er au général); Course de côte La Roche la Berra (résultat 1er FR 2.0 et 2e au général) ; Test en Formule Renault 3.5 (Jenzer Motorsport et Tech 1 Racing).

- 2007 : Test en Formule Renault 3.5 (Tech 1 Racing).

- 2008 : Meeting du Nürburgring en Radical Eurocup, abandon (casse moteur).

- 2011 : 1re participation au Rallye du Valais sur une Clio Super 1600 au sein de l'équipe Balbosca (termine 8e au classement général et second des 2 roues motrices).

- 2012 : Participation aux Rallye de France-Alsace 2012 (abandon ES9 sur casse mécanique).

## Galerie

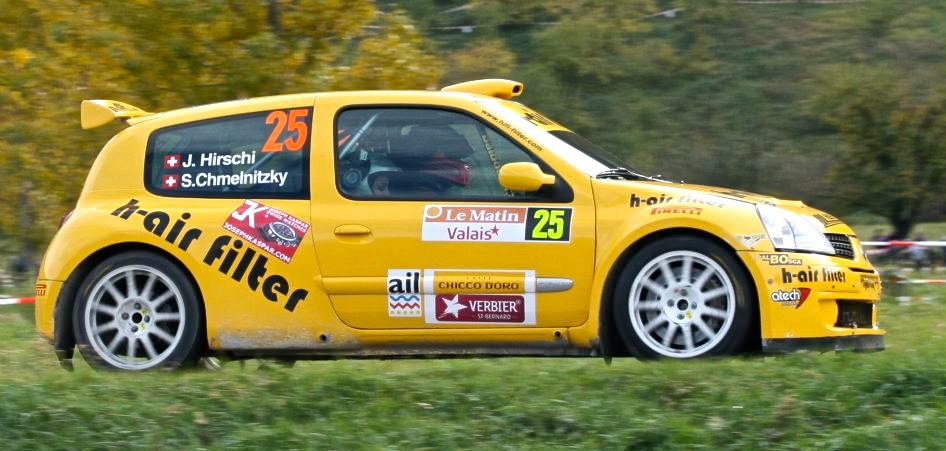
J. Hirschi au Rallye International du Valais 2011
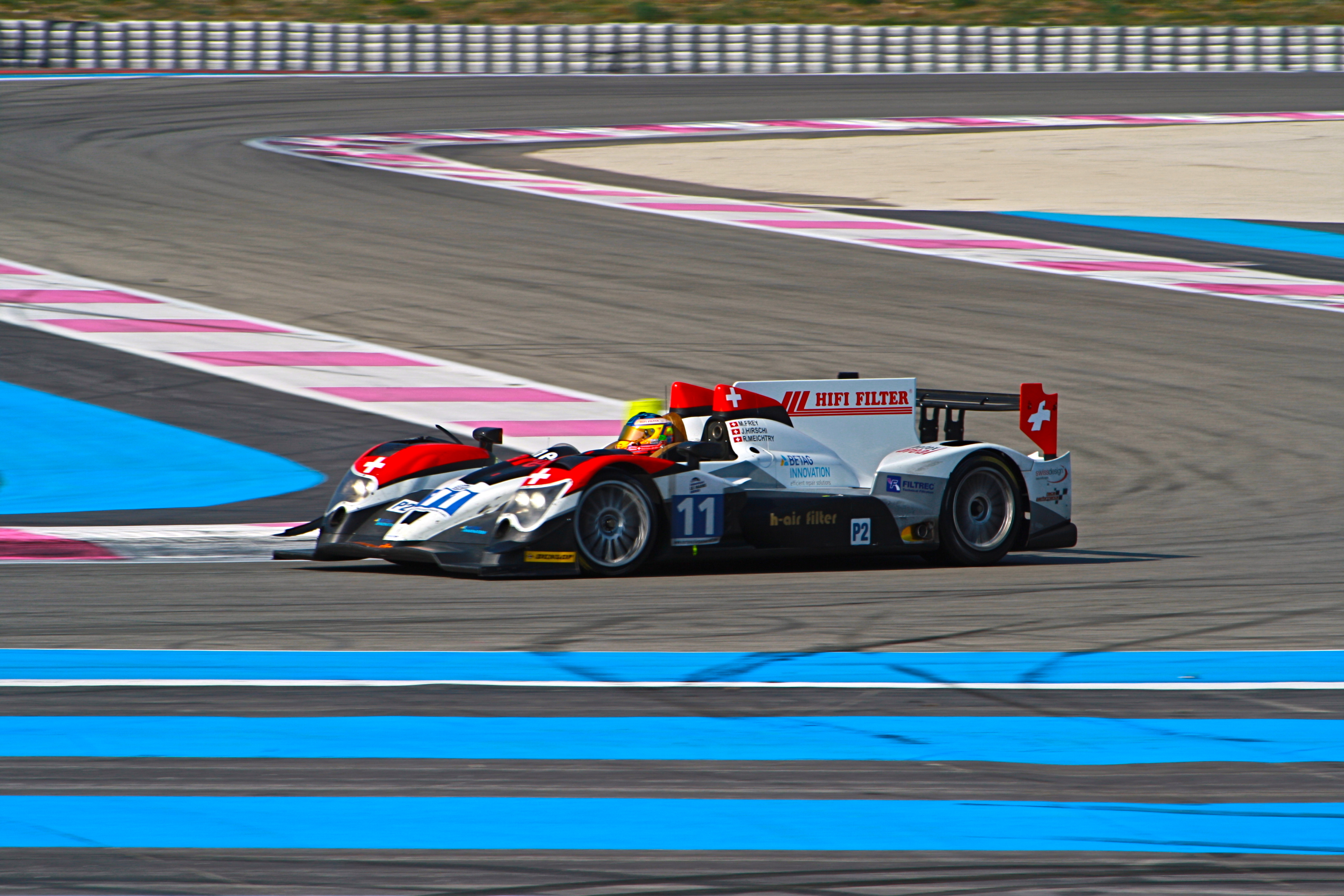
J. Hirschi au 6 Heures du Castellet 2012
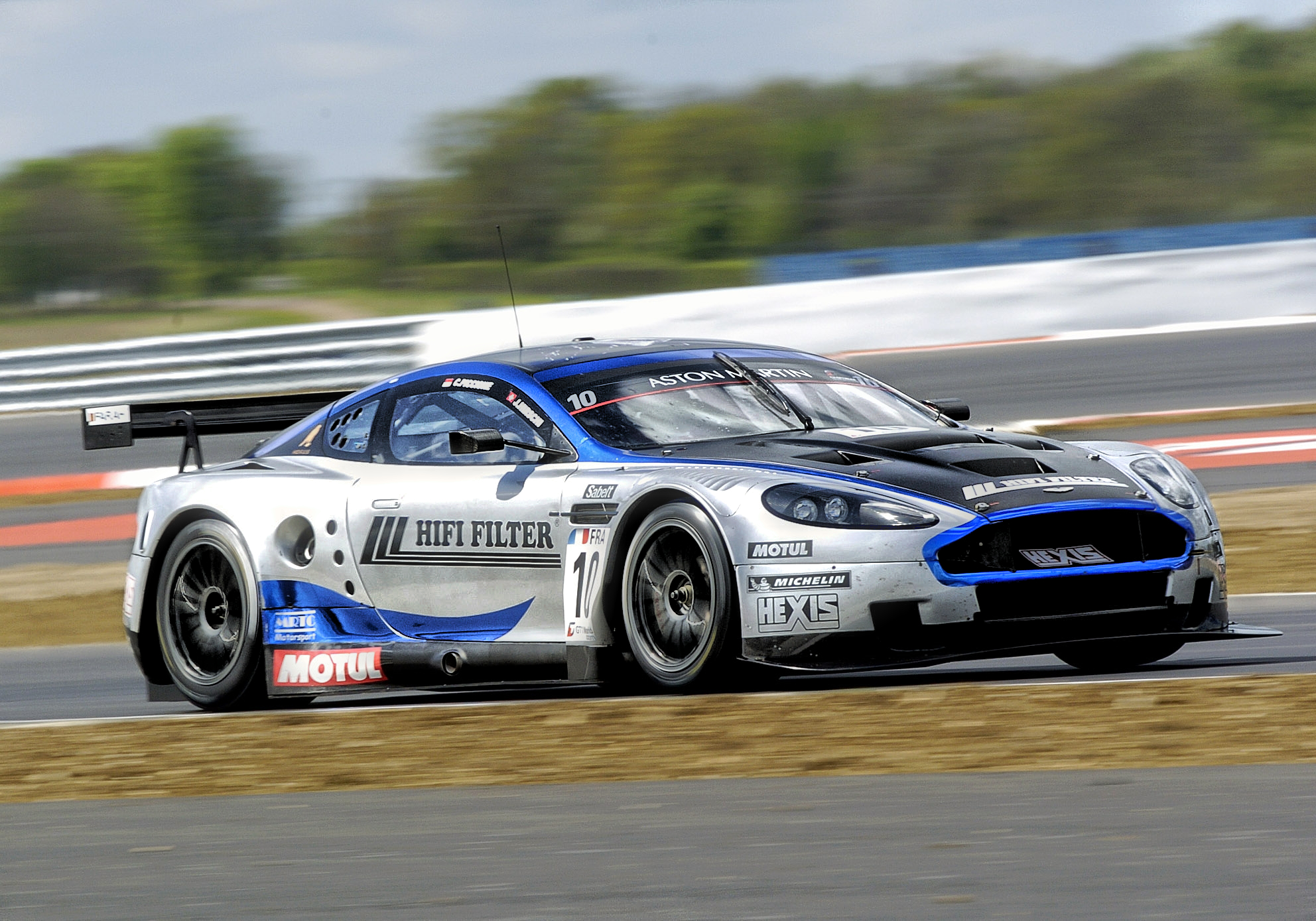
J. Hirschi au RAC Tourist Trophy 2010